# Auen, Bad Kreuznach
Auen là một đô thị thuộc huyện of Bad Kreuznach bang Rheinland-Pfalz, Đức. Đô thị này có diện tích 2,71 ki-lô-mét vuông.